# Carles Eduard I de Saxònia-Coburg Gotha
Carles Eduard I de Saxònia-Coburg Gotha (Surrey, 1884 - Coburg, 1954). Des del seu naixement ostentà el títol de duc d'Albany que heretà del seu pare i a partir de l'any 1900 es convertí en duc sobirà del petit ducat centreeuropeu de Saxònia-Coburg Gotha. El 1932 va afiliar-se al Partit Nazi i obtenir el grau de SA-Gruppenführer.

## Infància
Fill pòstum del príncep Leopold del Regne Unit i de la princesa Helena de Waldeck-Pyrmont. Per via paterna era net de la reina Victòria I del Regne Unit i del príncep Albert de Saxònia-Coburg Gotha, en conseqüència era posseïdor del títol de príncep del Regne Unit amb grau d'altesa reial; i per part de mare era net dels prínceps sobirans de Waldeck i de la ciutat de Pyrmont, Jordi Víctor de Waldeck-Pyrmont i Helena Guillemina de Nassau-Weilburg. Pels quatre costat pertanyia a famílies d'aristocràcia alemanya: els Hannover, els Saxònia-Coburg Gotha o Güelfs, els Waldeck i els Nassau. El caràcter i l'orgull alemany tindrien una ascendència importantíssima al llarg de la seva vida.
El seu pare morí l'any 1884 pocs mesos abans del seu naixement a Canes, al Yacht Club, a causa d'una hemorràgia, ja que era portador del gen de l'hemofília. En conseqüència heretà els títols de duc d'Albany, comte de Clarence i baró d'Arklow. L'any 1902 el seu oncle, el rei Eduard VII del Regne Unit li atorgà l'orde de la Garrotera.

## Matrimoni i descendència

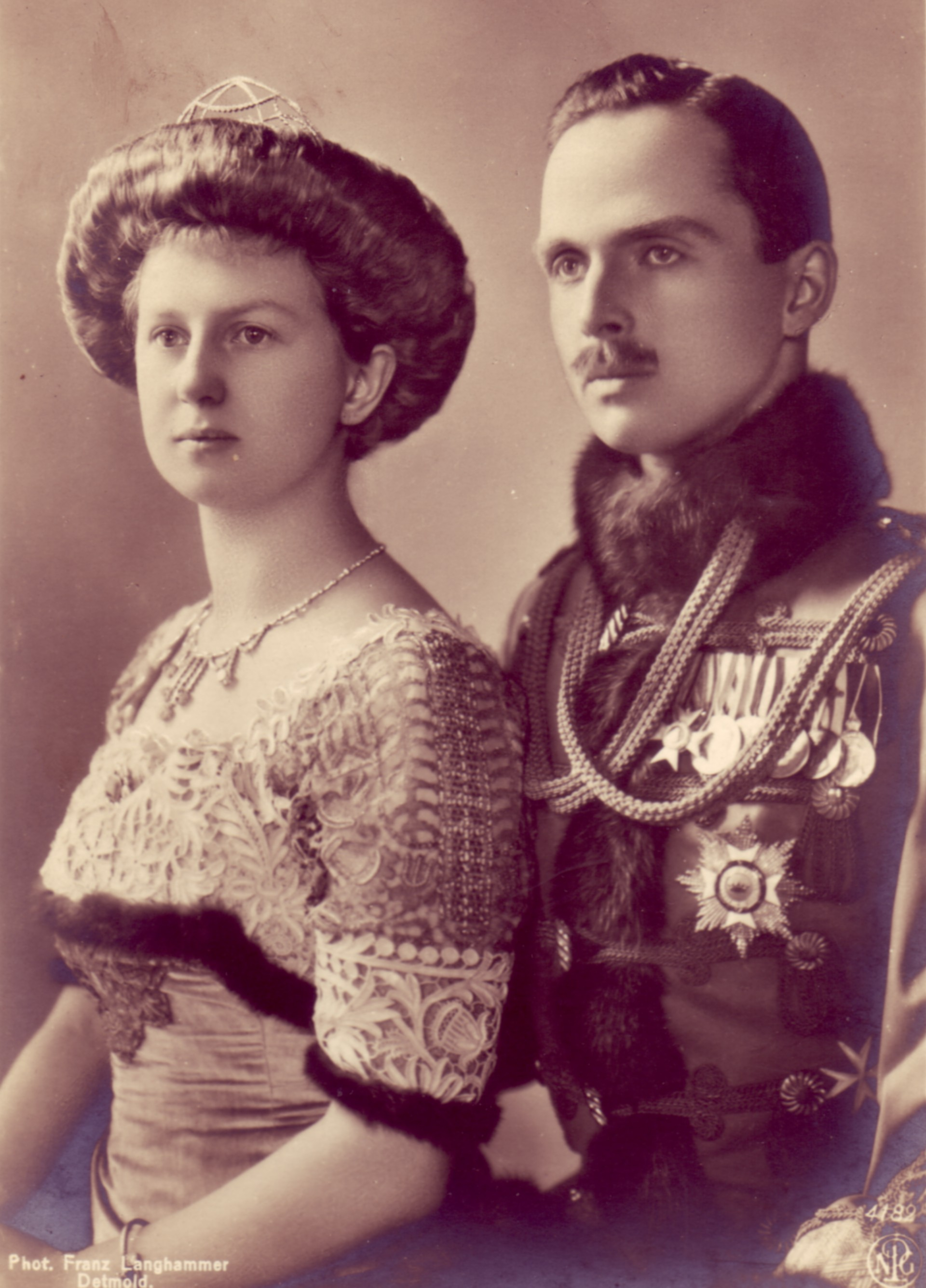
El duc Carles Eduard de Saxònia-Coburg Gotha.

L'any 1905 es casà al castell de Glücksburg amb la princesa Victòria Adelaida de Schleswig-Holstein-Sondenburg-Glücksburg filla dels prínceps de Schleswig-Holstein. El matrimoni que s'instal·là a Coburg (ciutat d'Alemanya) tingué cinc fills:
- Joan Leopold de Saxònia-Coburg Gotha nat a Coburg el 1906 i mort el 1972. Es casà en primeres noces amb la baronessa Feodora von der Horst el 1932, per casar-s'hi renuncià als seus drets sobre el petit ducat, se'n divorcià posteriorment i es casà amb Maria Teresa Reindl.
- Sibil·la de Saxònia-Coburg Gotha nasqué a Coburg el 1907 i morí a Estocolm el 1972. Es casà amb el príncep hereu Gustau Adolf de Suècia el 1934 a Coburg
- Humbert de Saxònia-Coburg Gotha nascut a Coburg el 1909 i mort en acció durant la Segona Guerra Mundial a Rússia l'any 1943.
- Carolina Matilde nascuda a Coburg el 1912 i mort el 1983. Es casà amb el comte Frederic Wolfgang de Castell-Rüdenhausen el qual morí en acció durant la Segona Guerra Mundial.
- Frederic Jesus de Saxònia-Coburg Gotha nat a Coburg el 1918 i mort a la població de Coburg el 1998. Es casà amb la comtessa Victòria Lluïsa de Solms-Baruth el 1942 de la qual es divorcià i es casà amb la senyora Denyse Henrietta Muralt i després amb la senyora Katrin Bremme.

## Ducat de Saxònia-Coburg Gotha

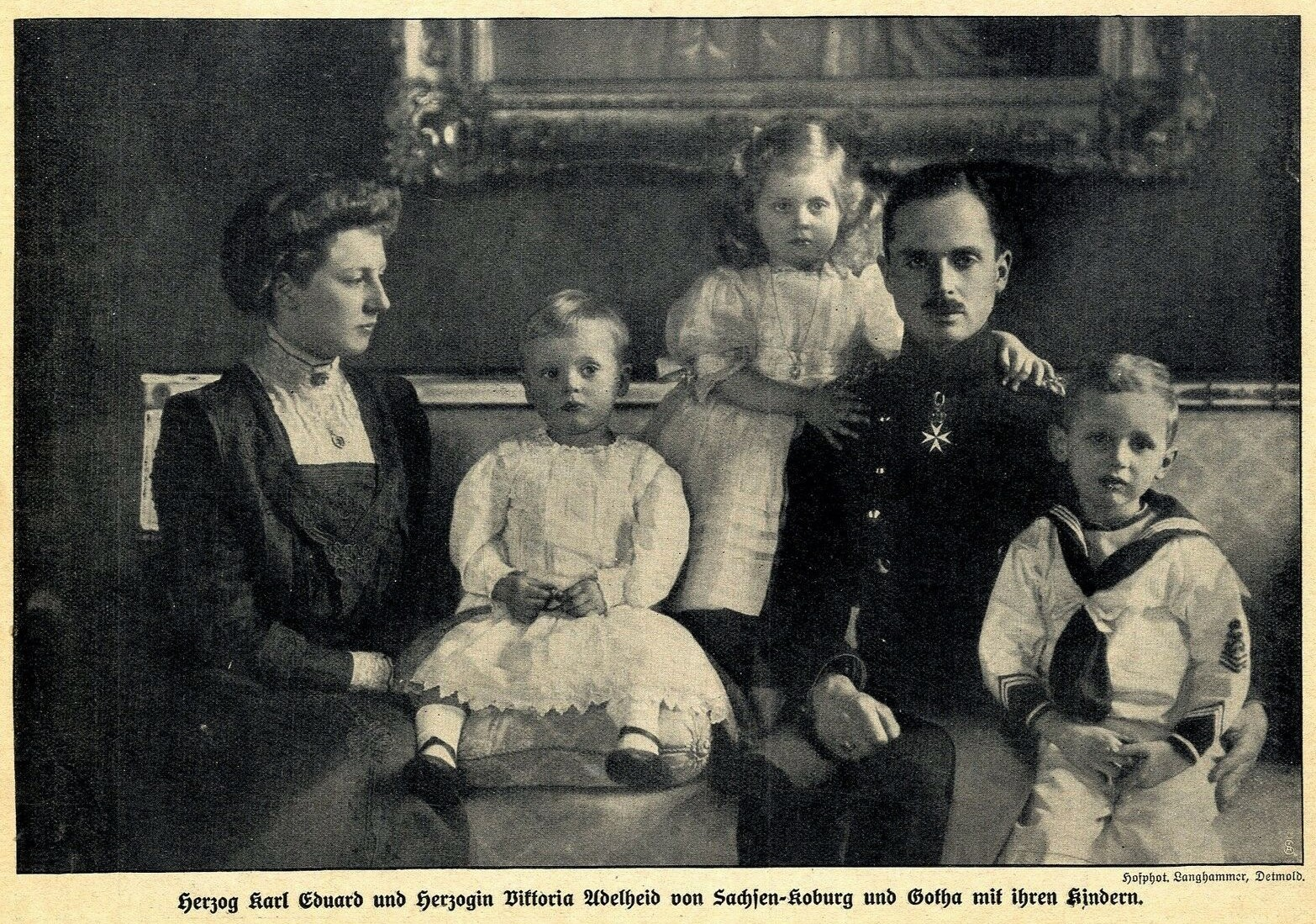
Els ducs de Saxònia-Coburg Gotha i els seus fills l'any 1912.

L'any 1899, després del suïcidi del príncep Alfred del Regne Unit i de la renúncia del seu oncle el duc de Connaught es convertí en hereu del seu oncle, el duc d'Edimburg, en el ducat de Saxònia-Coburg Gotha. Des d'aquell moment començà a viure a Alemanya a la cort de Coburg.
L'any 1900 moria el duc d'Edimburg Alfred del Regne Unit, i el petit príncep es convertia en duc de Saxònia-Coburg Gotha, malgrat que fins a l'any 1905, als seus vint-i-un anys no accediria als plens poders. Mentrestant hi hagué una regència del seu cosí polític, el príncep Ernest de Hohenlohe-Lagenburg espòs de la princesa Alexandra del Regne Unit.
L'any 1905 arribà al poder i feu un important desmarcament de la política de neutralitat i pròxima al Regne Unit dels seus predecessors i se centrà en un gir fortament germanòfil i de suport al kàiser Guillem II de Prússia. L'any 1914 prengué partit pels imperis centrals i s'alià amb Prússia i Àustria, això feu que el seu cosí el rei Jordi V del Regne Unit li tragué l'orde de la Garratera i l'any 1917 el desposseí dels seus títols anglesos. El 10 de novembre de 1918 renuncià als seus dominis sobirans dels ducats de Coburg i de Gotha, però a canvi se li atorgaren generoses compensacions pecuniàries i se li permeteren mantenir les importants i immenses possessions familiars.

## Des de 1918 i fins a 1954
Des de 1918 el príncep s'afilià a tots els moviments d'extrema dreta que havien sorgit amb el pas dels anys. L'any 1931 va prendre part al famós moviment del Front Harzburg on els partits d'extrema dreta i monàrquics s'uniren amb els nacionalsocialisme per pressionar al govern de Berlín. És denotatiu de la situació familiar el fet ocorregut durant el casament de la princesa Sibil·la amb l'hereu al tron suec en què més de quatre mil camises pardes nacionalsocialistes assistiren al casament.
Però fou a partir de l'any 1935 en què el príncep s'implicà de forma pública en la jerarquia del partit. Hitler l'utilitzà com a president de les relacions anglogermàniques i fou amfitrió a petició del führer del destronat Eduard VIII del Regne Unit i de la duquessa de Windsor. Des de llavors també fou president de la Creu Roja alemanya i la seva participació en actes del partit era d'una continuïtat total.
Amb l'ocupació nord-americana de Coburg arribaren temps molt magres pel príncep, el general Patton li permeté seguir vivint en el castell familiar del Veste, però hagué de sotmetre's a un tribunal de desnazificació. A més a més, començà a desenvolupar un càncer que li desfigurà de forma important la cara. Pocs mesos després fou ingressat en un camp de desnazificació que prèviament havia albergat serbis. L'any 1946 fou alliberat i s'instal·là a una casa petita del parc del Palau de Callenberg, al qual van instal·lar-se refugiats.
Hagué de fer front a un judici on Carles Eduard reconegué la seva participació en el moviment nacionalsocialista i mostrà una falta de penediment evident quan afirmà: "Ningú a Alemanya és responsable dels crims de guerra i que Hitler havia fet un treball excel·lent". Fou deixat en llibertat l'any 1949 en què fou classificat com a persona de quarta categoria i multat amb una important suma econòmica per haver sigut nazi.
Els últims anys de la seva vida els passà al Castell de Veste d'on ja no sortí degut a la forta descomposició del rostre que sofria. L'any 1954 moria a la seva residència de Coburg.